# Марк Оклатиний Адвент
Марк Оклатиний Адвент (на латински: Marcus Oclatinius Adventus) e политик, сенатор и преториански префект на Римската империя през началото на 3 век.

## Политическа кариера
При император Септимий Север се издига до Princeps peregrinorum(офицер, командващ чуждестранните народи) и поема длъжност в управлението. Между 205 и 207 г. той е прокуратор на Британия и служи при управителя на провинцията Луций Алфен Сенецио.
Каракала го прави заедно с Марк Опелий Макрин през 216 г. преториански префект. През 216/217 г. Адвент получава consularia ornamenta и през април 217 г. adlectio inter consulares. Адвент е заедно с Каракала в Месопотамия и след неговото убийство войниците го издигат за император. Адвент отказва поради старостта си и очните си болести. Тогава войниците провъзгласят Макрин за император през април 217 г. Макрин му благодари за това с даването му на длъжността градски префект през 217 г., консулат 218 г. заедно с новия император и Praefectus urbi, въпреки, според Дион Касий, старостта му и лошото зрение.
През 218 г. Адвент е консул заедно с император Макрин и след това със суфектконсул император Елагабал.